# Michael Hector
Michael Anthony James Hector (East Ham, Inglaterra, Reino Unido, 19 de julio de 1992) es un futbolista jamaicano que juega de defensaen el Dagenham & Redbridge F. C. de la National League.

## Selección nacional
Es habitual internacional con la selección de fútbol de Jamaica, habiendo integrado los planteles que disputaron las Copa América de 2015, 2016 y 2024.

### Participaciones en Copas América
| Torneo                  | Sede           | Resultado      | Partidos | Goles |
| ----------------------- | -------------- | -------------- | -------- | ----- |
| Copa América 2015       | Chile          | Fase de grupos | 3        | 0     |
| Copa América Centenario | Estados Unidos | Fase de grupos | 3        | 0     |
| Copa América 2024       | Estados Unidos | Fase de grupos | 3        | 0     |

## Clubes
| Club                                    | País       | Año       |
| --------------------------------------- | ---------- | --------- |
| Reading F. C.                           | Inglaterra | 2009-2015 |
| Havant & Waterlooville F. C. (préstamo) | Inglaterra | 2009      |
| Bracknell Town F. C. (préstamo)         | Inglaterra | 2010      |
| Horsham F. C. (préstamo)                | Inglaterra | 2010-2011 |
| Dundalk F. C. (préstamo)                | Irlanda    | 2011      |
| Barnet F. C. (préstamo)                 | Inglaterra | 2011-2012 |
| Shrewsbury Town F. C. (préstamo)        | Inglaterra | 2012      |
| Aldershot Town F. C. (préstamo)         | Inglaterra | 2012-2013 |
| Cheltenham Town F. C. (préstamo)        | Inglaterra | 2013      |
| Aberdeen F. C. (préstamo)               | Escocia    | 2013-2014 |
| Chelsea F. C.                           | Inglaterra | 2015-2019 |
| Reading F. C.(préstamo)                 | Inglaterra | 2015-2016 |
| Eintracht Fráncfort (préstamo)          | Alemania   | 2016-2017 |
| Hull City A. F. C. (préstamo)           | Inglaterra | 2017-2018 |
| Sheffield Wednesday F. C. (préstamo)    | Inglaterra | 2018-2019 |
| Fulham F. C.                            | Inglaterra | 2020-2022 |
| Charlton Athletic F. C.                 | Inglaterra | 2023-2024 |
| Dagenham & Redbridge F. C.              | Inglaterra | 2025-     |

## Palmarés

### Campeonatos nacionales
| Título           | Club         | País       | Año  |
| ---------------- | ------------ | ---------- | ---- |
| EFL Championship | Fulham F. C. | Inglaterra | 2022 |